# Женская сборная Республики Конго по гандболу
Женская сборная Республики Конго по гандболу — национальная команда по гандболу, представляющая Республику Конго на международных соревнованиях. Управляется Федерацией гандбола Республики Конго. Четырёхкратный чемпион Африки 1979, 1981, 1983 и 1985 годов, четырёхкратный серебряный призёр чемпионатов Африки 1976, 1992, 1998 и 2000 годов, шестикратный бронзовый призёр чемпионатов Африки 1987, 1989, 1991, 2006, 2008 и 2022 годов, пятикратный серебряный призёр Африканских игр 1987, 1995, 1999, 2007 и 2011 годов.

## История
Женская сборная Республики Конго участвует в крупных международных соревнованиях с середины 1970-х годов. 

### Континентальные турниры
В 1976 году гандболистки Республики Конго заняли 2-е место на чемпионате Африки в Алжире, победив на групповом этапе сборные Сенегала (16:13) и Уганды (26:14) и уступив в финале Тунису (5:10). Следующие четыре чемпионата Африки остались за конголезками — они выиграли турниры 1979, 1981, 1983 и 1985 годов. Повторить успех с того времени пока не удавалось, хотя конголезки ещё трижды выигрывали серебряные медали (1992, 1998, 2000) и шесть раз — бронзовые (1987, 1989, 1991, 2006, 2008, 2022).
Пока не удавалось выиграть золото и на гандбольных турнирах Африканских игр: сборная Республики Конго пять раз становилась серебряным призёром (1987, 1995, 1999, 2007, 2011).

### Олимпийские игры
В 1980 году сборная Республики Конго единственный раз выступила на летних Олимпийских играх. Первоначально она не должна была участвовать в турнире, так как в марте в межконтинентальной олимпийской квалификации уступила сборной Южной Кореи. Однако бойкот Олимпиады в Москве, к которому присоединилась Южная Корея, освободил путёвку для сборной Республики Конго. В круговом олимпийском турнире африканки заняли последнее, 6-е место, проиграв все матчи — сборным СССР (11:30), Венгрии (10:39), ГДР (6:28), Чехословакии (10:23) и Югославии (9:39).
В олимпийском турнире за сборную Республики Конго выступали Анжелика Абемане, Изабель Азанга, Паскалин Бобека, Жермен Джимби, Йоланда Када-Ганго, Генриетта Кула, Соланж Кулинка, Пемба Лопес, Ивонн Макуала, Жюльенн Малаки, Мадлен Мицоцо, Николь Оба, Мишлен Окемба, Вивиан Окула. Тренер — Себастьян Бетамбики.
Соланж Кулинка стала лучшим снайпером команды, забросив 19 мячей, и поделила 7-е место в списке снайперов турнира.

### Чемпионаты мира
В 1982 году сборная Республики Конго дебютировала на чемпионате мира в Венгрии, заняв последнее, 12-е место и, как и на Олимпиаде, не выиграв ни одного матча. Также без побед завершили конголезки и чемпионаты мира 1999 и 2001 годов, где финишировали на 22-м месте. 
Лишь в 2007 году во Франции сборная Республики Конго впервые выиграла матч на чемпионате мира, победив на групповом этапе Японию — 32:28. В матче за 17-18-е места конголезские гандболистки победили в дополнительное время сборную Казахстана — 27:26, заняв самое высокое место в современном формате чемпионатов мира с 24 командами.
В 2009 году сборная Республики Конго заняла на чемпионате мира 19-е место, в 2021 году — 23-е.

## Результаты выступлений

### Олимпийские игры
- 1980 — 6-е место

### Чемпионаты мира
- 1982 — 12-е место
- 1999 — 22-е место
- 2001 — 22-е место
- 2007 — 17-е место
- 2009 — 20-е место
- 2021 — 23-е место
- 2023 — 26-е место

### Чемпионаты Африки
- 1976 —
- 1979 —
- 1981 —
- 1983 —
- 1985 —
- 1987 —
- 1989 —
- 1991 —
- 1992 —
- 1994 — 4-е место
- 1996 — 4-е место
- 1998 —
- 2000 —
- 2002 — 6-е место
- 2004 — 5-е место
- 2006 —
- 2008 —
- 2010 — 5-е место
- 2012 — 6-е место
- 2014 — 5-е место
- 2016 — 4-е место
- 2018 — 5-е место
- 2021 — 4-е место
- 2022 —

### Африканские игры
- 1987 —
- 1995 —
- 1999 —
- 2003 — 4-е место
- 2007 —
- 2011 —
- 2015 — 6-е место